# ブラッド・バクサー
ブラッド・バクサー (Brad Buxer) は、アメリカのキーボーディスト、作曲家。アメリカのレコーディング・アーティストであるマイケル・ジャクソンとの数多くのコラボレーションで知られ、ツアーの音楽監督も長年務めいていた。ジャクソンと仕事をする前はスタジオ・ミュージシャンとして、スティーヴィー・ワンダー、スモーキー・ロビンソンの作品に携わるほか、ニュー・ウェーヴ・バンドのザ・ジェットゾーンズ (the Jetzons) のメンバーとして活動していた。2000年代に、ジェットゾーンズの元メンバーであるブルース・コノールとともにザ・スイサイド・キングス (The Suicide Kings) を結成した。

## ソニック・ザ・ヘッジホッグ3論争
マイケル・ジャクソンとの長期に渡る仕事の傍ら、メガドライブのテレビゲーム『ソニック・ザ・ヘッジホッグ3』のサウンドトラックを提供したバクサーは、ジャクソンもこの作品に携わっていたことを認めている数少ない1人である。サウンドトラックにはジャクソンのシングル「ストレンジャー・イン・モスクワ」と、ジェットゾーンズの未発表曲「ハード・タイムズ」の、少なくとも2曲のバクサーとジャクソンによる楽曲がインストゥルメンタル・バージョンで収録され、それぞれゲームのエンドロールと「アイスキャップ・ゾーン」ステージのBGMで使用された。そのほか、「カーニバル・ナイト・ゾーン」ステージのBGMではジャクソンの「ジャム」の要素が取り入れられている。
"そのゲームをプレイしたことがないから、ゲーム開発者がマイケルと私が手がけたどのトラックを使用したかはわからないが、我々が音楽を手がけたことは確かだ。マイケルは彼が当時進めていたプロジェクトのために私を呼んだんだ。もし作曲に彼の名前がクレジットされていないのなら、彼がゲーム機の音質に不満だったのが理由だ。当時のゲーム機には充分な音楽再生環境がなく、そのことが不満だったんだ。彼は彼自身の音楽の価値が毀損されるような商品に関わりたくなかったんだ。"-ブラッド・バクサー

## ディスコグラフィ
| 年   | アルバム                         | アーティスト                              | 役割                                                                                           |
| ---- | -------------------------------- | ----------------------------------------- | ---------------------------------------------------------------------------------------------- |
| 1984 | バウンシン・オフ・ザ・ウォールズ | マシュー・ ワイルダー                     | シンセサイザー                                                                                 |
| 1985 | イン・スクエア・サークル         | スティーヴィー・ワンダー                  | シンセサイザー・プログラミング                                                                 |
| 1986 | トゥ・ビー・コンティニュード     | テンプテーションズ                        | キーボード、シンセサイザー                                                                     |
| 1986 | ドリーミング                     | アマンダ・マクブルーム                    | メンバー、シンセサイザー                                                                       |
| 1987 | アンフィニッシュト・ビジネス     | スティーブ・グッドマン                    | ドラム・プログラミング、ドラム、シンセサイザー                                                 |
| 1987 | ワン・ハートビート               | スモーキー・ロビンソン                    | ドラム・プログラミング、プログラミング、リズム・アレンジメント、シンセサイザー・プログラミング |
| 1987 | ケイン・ロバーツ                 | ケイン・ロバーツ                          | シンセサイザー                                                                                 |
| 1988 | レフレクションズ                 | ジョージ・ハワード                        | キーボード                                                                                     |
| 1989 | パーソナル                       | ジョージ・ハワード                        | エンジニア                                                                                     |
| 1989 | カム・プレイ・ウィズ・ミー       | グラディ・ハレル                          | プログラミング                                                                                 |
| 1990 | シャット・アップ・アンド・ダンス | ポーラ・アブドゥル                        | キーボード                                                                                     |
| 1990 | アイボリー                       | ティーナ・マリー                          | キーボード、プログラミング                                                                     |
| 1991 | ジ・アース・イズ...              | エア・サプライ                            | キーボード、プログラミング、ストリングス                                                       |
| 1991 | ロマンス・ミー                   | グラディ・ハレル                          | エンジニア                                                                                     |
| 1991 | ミックスド・エモーションズ       | デイビット・ピーストン                    | エンジニア、プログラミング                                                                     |
| 1994 | ソニック・ザ・ヘッジホッグ3      | マイケル・ジャクソン シロッコ・ジョーンズ | 作曲、編曲                                                                                     |

## フィルモグラフィ
| 年   | 作品                               | 役割                               |
| ---- | ---------------------------------- | ---------------------------------- |
| 2002 | マイケル・ジャクソン 30周年記念    | 本人（音楽）                       |
| 2005 | ライヴ・イン・ブカレスト           | 本人（俳優、ソング・パフォーマー） |
| 2007 | 2006年ワールドミュージックアワード | 本人（セグメント・ディレクター）   |